# Ole Juulson Kvale
Ole Juulson Kvale (Decorah, 6 febbraio 1869 – 11 settembre 1929) è stato un politico statunitense.

## Biografia
Nacque nei pressi di Decorah nella Contea di Winneshiek in Iowa da una famiglia di origine norvegese. Compì i suoi studi presso il Luther College di Decorah, dove si laureò nel 1890, in seguito conseguì altri titoli accademici presso il Luther Theological Seminary di Minneapolis (1893) e l'University of Chicago (1914). Fu ordinato ministro della Chiesa Luterana nel 1894 e svolse la sua attività pastorale prima a Orfordville nel Wisconsin e poi a Benson in Minnesota.

## Carriera politica
Nel 1920 si candidò alla carica di deputato per il 7º distretto del Minnesota come candidato indipendente di tendenza repubblicana, durante la campagna elettorale accusò il suo antagonista Andrew Volstead di essere un ateo ma presto questa illazione venne smentita e Kvale non fu eletto. Nel 1922 ripropose nuovamente la sua candidatura, questa volta come candidato del Farmer-Labor Party, e riuscì ad ottenere il seggio sconfiggendo Volstead che deteneva la carica da circa un ventennio. Successivamente ottenne la rielezione per altre tre volte, morì nel 1929 mentre era ancora in carica come deputato. Per rimpiazzare il seggio vacante fu eletto deputato suo figlio Paul John Kvale che, grazie alle successive rielezioni, mantenne la carica sino al 1939.
Fu molto amico del deputato repubblicano (e poi sindaco) di New York Fiorello LaGuardia tanto che nel 1929 officiò il suo matrimonio.